# Заостров'я (Калінінградська область)
Заостров'я (рос. Заостровье, нім. Rantau) — селище Зеленоградського району, Калінінградської області Росії. Входить до складу Ковровського сільського поселення.
Населення — 624 особи (2015 рік).

## Населення
| 2002 | 2010 |
| ---- | ---- |
| 553  | ↗624 |